# Bob Hartman
Bob Hartman (født d. 26. december 1949 i Byron, Ohio) er en kristen musiker og guitarist. Han dannede sammen med Greg Hough gruppen Petra i 1972. Han trak sig i en periode ud af bandet i perioden 1995 – 2003, men var både den, der skrev gruppens tekster og musik og samtidig executive producer. Han gik ind i gruppen igen i 2003 – 2006, hvor bandet officielt ophørte med at eksistere den 1. januar 2006. Efter Petra driver Bob Hartman en forretning, hvor han bygger guitarer.
Bob Hartman har personligt selv stået for, at få den legendariske koncertfilm, Captured in Time and Space fra 1986, ud på DVD, som hidtil kun har eksisteret på VHS. Da både lyd og billede var så godt, at der ikke skulle så megen redigering til, var det bare at gå i gang med projectet, som kun p.t. kun købes via Bob Hartmans Petramerchandise side. Om den på noget tidspunkt vil blive solgt i danske butikker, vides endnu ikke.
Bob Hartman har en B.A. i psykologi fra Bowling Green State University.
Bob Hartman er gift med Kim Whisonant; de har en søn.
- Wikimedia Commons har flere filer relateret til Bob Hartman

## Ekstern henvisning
- Bob Hartman's officielle hjemmeside
- Petramerchandise